# Neplachovice
Neplachovice är en ort i Tjeckien. Den ligger i den östra delen av landet, 240 km öster om huvudstaden Prag. Neplachovice ligger 277 meter över havet och antalet invånare är 876.
Terrängen runt Neplachovice är platt. Runt Neplachovice är det tätbefolkat, med 511 invånare per kvadratkilometer. Närmaste större samhälle är Opava, 8,9 km sydost om Neplachovice. Trakten runt Neplachovice består till största delen av jordbruksmark.